# Ptolemäer-Kameo

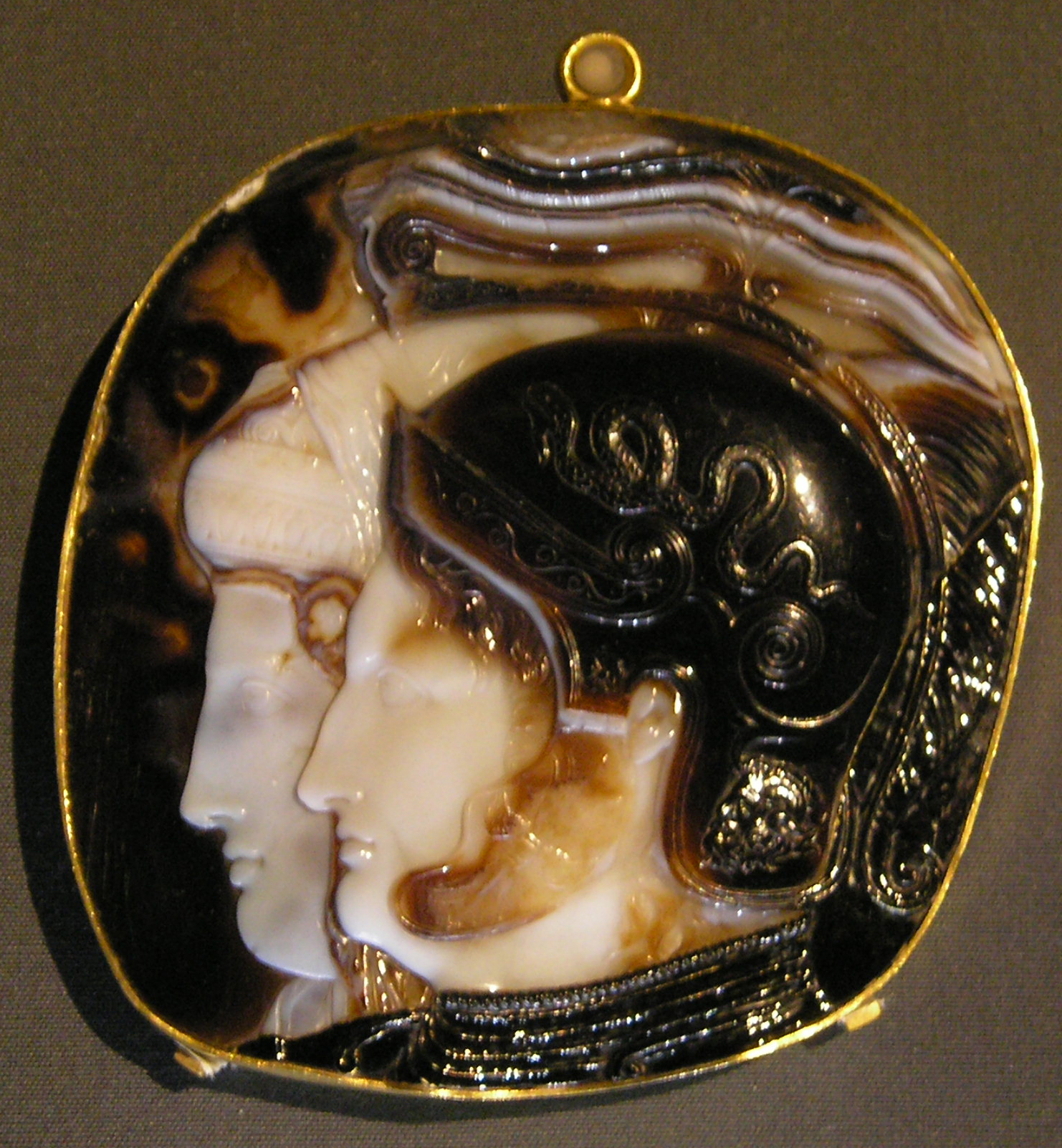
Ptolemäer-Kameo

Der Ptolemäer-Kameo ist eine wohl 278 v. Chr. oder wenige Jahre später geschnittene Kamee aus indischem Sardonyx, die das ptolemäische Herrscherpaar Ptolemaios II. und Arsinoë II. als Doppelbildnis in der damals neuen Art der capita iugata („verbundenen Köpfe“) zeigen soll.
Der Stein war seit etwa 1200 als dessen wertvollster Schmuckstein an der Stirnseite des Dreikönigenschreins im Kölner Dom angebracht, wo er wahrscheinlich den Stern von Betlehem symbolisierte. Er wurde im Januar 1574 aus dem Kölner Dom geraubt, später in einen Goldreif gefasst, und gelangte über mehrere Stationen in das Kunsthistorische Museum Wien.
Die Qualität des Steins und seiner Bearbeitung, seine Größe und seine Geschichte machen den Ptolemäer-Kameo zu einem der bedeutendsten Zeugnisse der antiken Steinschneidekunst.

## Beschreibung

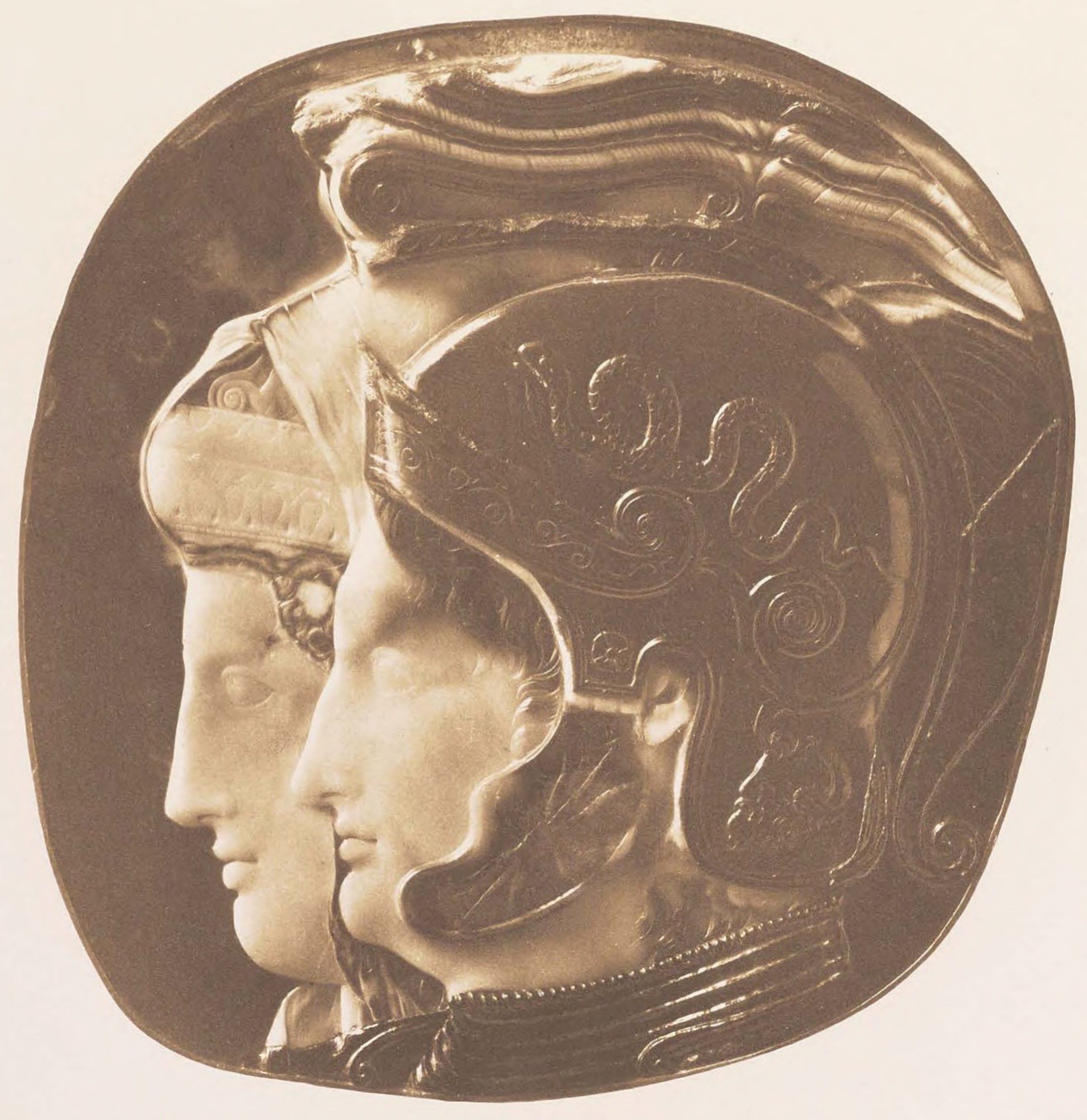
Heliogravüre, ca. 1900

Der Ptolemäer-Kameo ist ein in siebzehn sehr dünnen Schichten abwechselnd dunkelbraun und bläulich weiß gefärbter indischer Sardonyx, für die Bilddarstellung wurden elf Schichten genutzt. Der Stein hat heute ein Format von 115 Millimeter Höhe und 113 Millimeter Breite. Er ist am Unterrand gebrochen und mit schwarzem Email ausgebessert. Als ursprüngliche Höhe werden 155 Millimeter angenommen, der untere Teil wird 1574 beim Raub des Steins aus dem Kölner Dom abgebrochen sein. Die früher vorhandenen Halskragen und Büsten der dargestellten Personen sind ähnlich wie beim Gonzaga-Kameo verloren.
Die Darstellung zeigt im Vordergrund das nach links gerichtete Kopfbild des bartlosen Ptolemaios II. (308 bis 246 v. Chr.), der von 285 bis 246 v. Chr. Pharao von Ägypten war. Der Pharao trägt einen attischen Helm, auf dessen Helmglocke eine der altägyptischen Uräusschlange als Beschützerin des Pharaos nachempfundene Schlange abgebildet ist. Die Wangenklappe trägt ein Blitzbündel als Symbol des griechischen Gottes Zeus, und der Nackenschild das Porträt des ägyptischen Gottes Ammon, der von den Griechen ebenfalls mit Zeus identifiziert wurde.
Hinter Ptolemaios II. gestaffelt ist seine Schwester und Ehefrau Arsinoë II. (um 316 bis 270 v. Chr.) abgebildet, die über einem breiten geschmückten Stirnband einen Schleier trägt. Am oberen Rand des Stirnbands ist eine Lotosblüte eingesteckt. Die Darstellung griechischer Bräute mit Stirnband, eingesteckten Blättern und Schleier ist von der griechischen Vasenmalerei bekannt. Wenn Arsinoë II. hier als Braut dargestellt ist, wird der Kameo zur Hochzeit im Jahr 278 v. Chr. geschnitten worden sein.
Der Kameo ist in einen Goldreif mit oben angebrachter Öse gefasst, der auf das letzte Viertel des 16. Jahrhunderts datiert wird.

## Datierung und Ikonographie

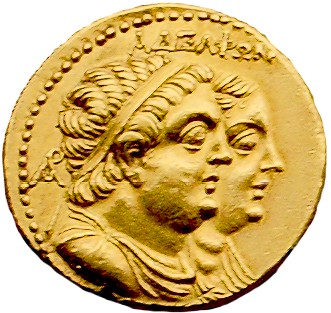
Oktadrachmon mit Bildnissen von Ptolemaios’ II. und Arsinoë II., Münzkabinett, Berlin

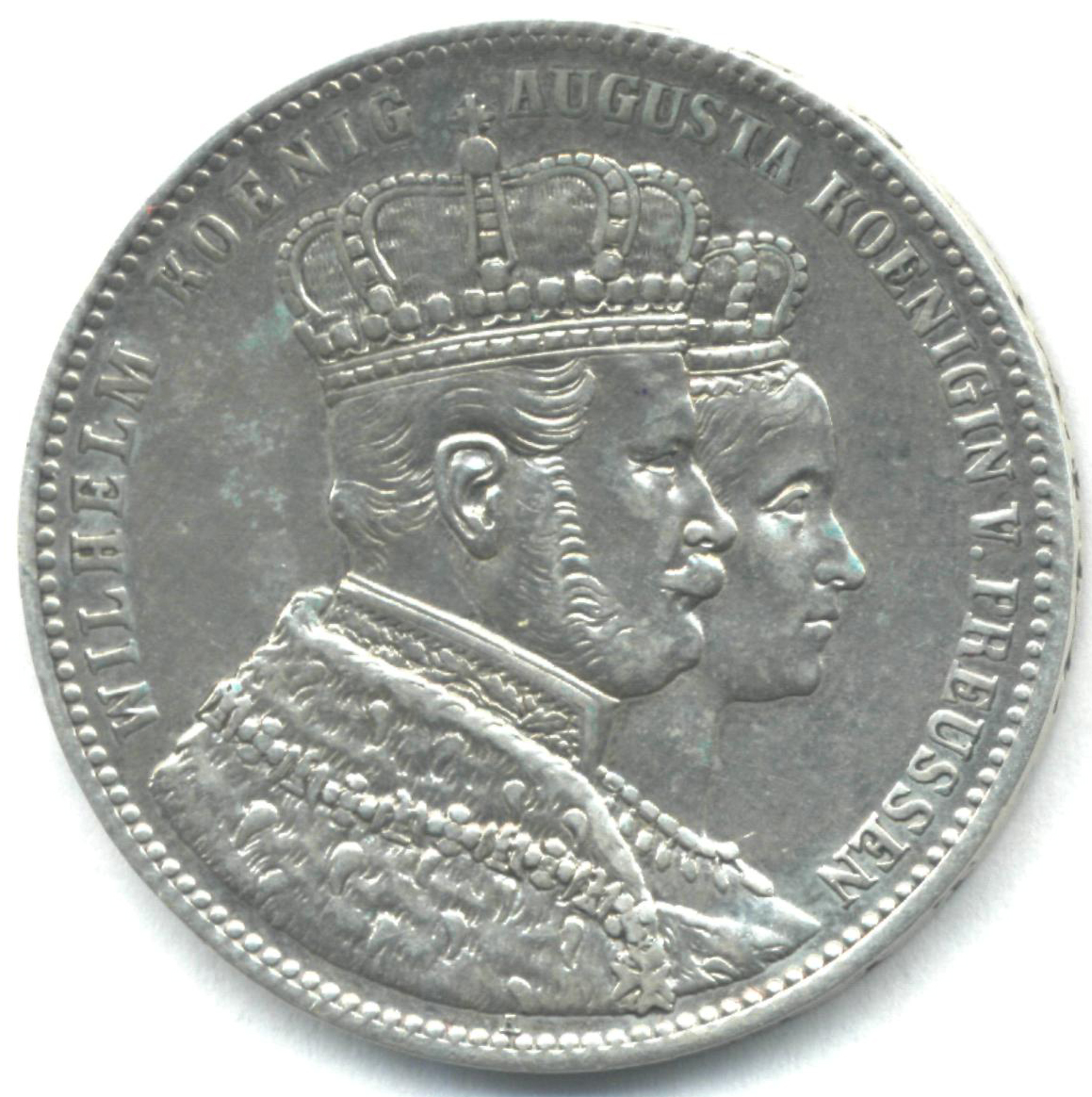
Preußischer Taler mit Bildnissen von König Wilhelm I. und seiner Gemahlin Augusta, 1861

Der Ptolemäer-Kameo ist nach der Heirat des Königspaares im Jahr 278 v. Chr. und vor dem Tod der Arsinoë II. im Jahr 270 oder 269 v. Chr. angefertigt worden. Mit der Darstellung des gestaffelten Doppelbildnisses des Herrscherpaares, die zunächst auf seinen Münzprägungen und später auch auf Kameen erscheint, begründete Ptolemaios II. den Bildtypus der capita iugata. Die capita iugata waren in der Glyptik bis in die Spätantike und in der Numismatik bis in das 20. Jahrhundert eine beliebte Form der Darstellung des Herrschers mit seiner Gefährtin, Mitregentin oder Bewahrerin der Dynastie, oder auch mit einem Vorfahren.
Die Beliebtheit des Bildmotivs in der antiken Kunst erschwert die Datierung des Ptolemäer-Kameos. Identität des porträtierten Paares und die Zeit der Entstehung des Ptolemäer-Kameo werden von einzelnen Forschern mit Nachdruck angezweifelt. So wird der Mann häufig als Alexander der Große oder als Augustus mit den Zügen Alexanders, die Frau als Alexanders Mutter Olympias von Epirus identifiziert. Diese Deutungen ziehen sich seit einem Brief Fulvio Orsinis an Kardinal Alessandro Farnese aus dem Jahr 1586 durch die Forschungsgeschichte. Wohl auch in Anspielung auf Farneses Vornamen hatte Orsini das dargestellte Paar als Alexander den Großen und Olympias benannt. Die Zeus-Symbolik des Kameos scheint das nahezulegen, sie stützt aber auch die Identifizierung mit Ptolemaios II. und Arsinoë II., da ptolemäische Legenden eine Verwandtschaft Ptolemaios’ I. mit Alexander behaupten und mütterlicherseits eine Abkunft von Herakles und so auch von Zeus darlegen. Der Herkunftsmythos der Ptolemäer beschreibt die Rettung des ausgesetzten Ptolemaios I. durch Zeus in Gestalt eines Adlers. Eine andere Deutung stammt von Hans Peter Laubscher, der die Porträtierten als Ptolemaios X. mit seiner Mutter Kleopatra III., möglicherweise auch mit seiner Nichte und Gemahlin Kleopatra Berenike III. ansieht.
Die Altertumsforscher Dieter Hertel, Wolf-Rüdiger Megow und Dimitri Pantzos begründeten ihre Datierung in die augusteische Periode um die Zeitenwende mit typologischen und stilistischen Erwägungen, sie schließen eine Herstellung des Kameos in hellenistischer Zeit aus. Elisabeth Nau datiert den Ptolemäer-Kameo sogar in die Mitte des ersten Jahrhunderts n. Chr.

## Dreikönigenschrein

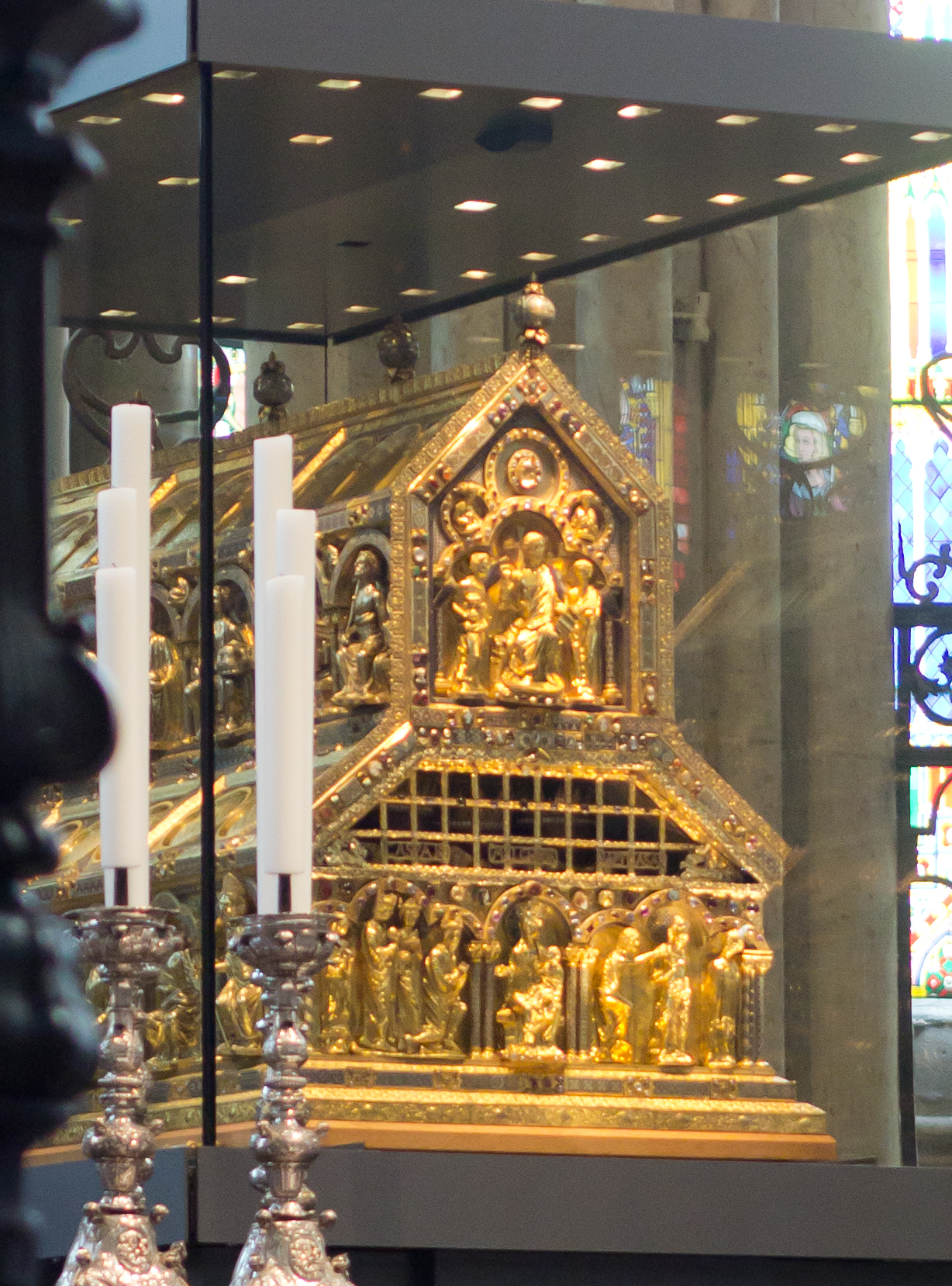
Stirnseite des Dreikönigenschreins mit abgenommener Trapezplatte.

Über die Herkunft des Ptolemäer-Kameos und seine Besitzer in der Antike und im Mittelalter liegen keine Erkenntnisse vor. Sicher ist nur, dass im Mittelalter weder eine Datierung des Steins noch eine Identifizierung der abgebildeten Personen möglich war. Dennoch muss allen mit derartigen Steinen befassten Personen die ungeheure Seltenheit und Kostbarkeit des Steins bewusst gewesen sein. Die drei antiken Porträts – des Königspaares und des Gottes Ammon – wurden nach fast einhelliger Forschermeinung christlich in die Abbildung der Heiligen Drei Könige umgedeutet, was die Anbringung des Steins am Dreikönigenschrein veranlasst haben wird. Sie können aber auch als Symbol der Dreifaltigkeit gesehen werden.
Zu einem in der Forschung umstrittenen Zeitpunkt um 1200 stiftete der römisch-deutsche König Otto IV. von Brandenburg für den Dreikönigenschrein im Kölner Dom Gold, Edelsteine und große Kameen. Zeittypisch ist davon auszugehen, dass der königliche Stifter den Ptolemäer-Kameo als Abbildung seiner selbst für den Schrein vorgesehen hat, der so auch ein Monument für ihn und seine Dynastie darstellen sollte. Im gleichen Sinne wird der zentrale Kameo des wahrscheinlich um das Jahr 1000 von Otto III. gestifteten Lotharkreuzes verstanden. Mit der Stiftung für den Dreikönigenschrein geriet das Kölner Domkapitel in eine schwierige Situation, drohte der Dreikönigenschrein doch von Otto IV. vereinnahmt zu werden. Man fand eine Lösung in der figürlichen Darstellung Ottos als „viertem König“ auf der Stirnseite des Schreins, mit der beigegebenen Inschrift „OTTO REX“. Auf diese Weise wurde Otto als weltlicher Pilger dargestellt und seine angestrebte gottgleiche Darstellung aufgehoben.
Zur Stiftung Otto IV. gehörten auch drei goldene Kronen für die Häupter der Heiligen Drei Könige. Der Dreikönigenschrein erhielt an der Stirnseite zwischen dem zweischiffigen „Erdgeschoss“ und dem Aufbau eine abnehmbare trapezförmige Platte eingefügt. Bei abgenommener Platte wird der Blick durch ein verziertes Gitter auf das „Häupterbrett“ frei, auf dem sich die gekrönten Schädel der Könige befinden. Wie alle Außenflächen des Dreikönigenschreins weist auch das abnehmbare Trapezbrett eine reiche Verzierung auf. In seiner Mitte befand sich ursprünglich als wertvollster von drei großen Schmucksteinen der Ptolemäer-Kameo, heute nimmt seine Position ein großer Citrin ein. Links befand sich ein großer Sardonyx mit der Darstellung von Mars und Venus, rechts der Nero-Kameo. Die drei Steine waren von insgesamt vier Engeln umrahmt, die inneren stehend und die beiden äußeren kniend.
Der Ptolemäer-Kameo hat die Gestaltung des Dreikönigenschreins und seines Figurenprogramms erheblich beeinflusst. So gleicht das Gesichtsprofil der Marienfigur auf der Stirnseite des Schreins dem Profil der Frauendarstellung auf dem Kameo. Noch deutlicher wird der Einfluss an der Figur des Jesuskindes, das ebenfalls nach links schaut und dessen Profil dem des Ptolemaios auf dem Kameo entspricht. Es wurde bei der plastischen Gestaltung offenbar in Kauf genommen, dass das Kind den Kopf eines Erwachsenen aufgesetzt bekam. Dieser scheinbare Fehlgriff wird durch das mittelalterliche Verständnis erklärt, dass manche Steine in der Erde wachsen können. In dieser Vorstellung ist das männliche Porträt (Jesus) aus dem weiblichen Porträt (Maria) herausgewachsen und wird zur Vorlage für die spätere Goldschmiedearbeit.
Von Joseph Hoster wurde beklagt, dass der Dreikönigenschrein an seiner Stirnseite auf Veranlassung Ottos IV. keinen Stern zeigt, obwohl dieser zeittypisch ein unverzichtbares Element jeder Dreikönigendarstellung war, das herausragend dargestellt werden musste. In diesem Zusammenhang wurde der große Ptolemäer-Kameo in seiner aufwändigen Goldfassung von späteren Autoren als Bild des Sterns von Bethlehem verstanden, zumal für eine von Hoster nahegelegte andere Darstellung des Sterns auf dem Schrein kein Raum ist.

## Albertus Magnus

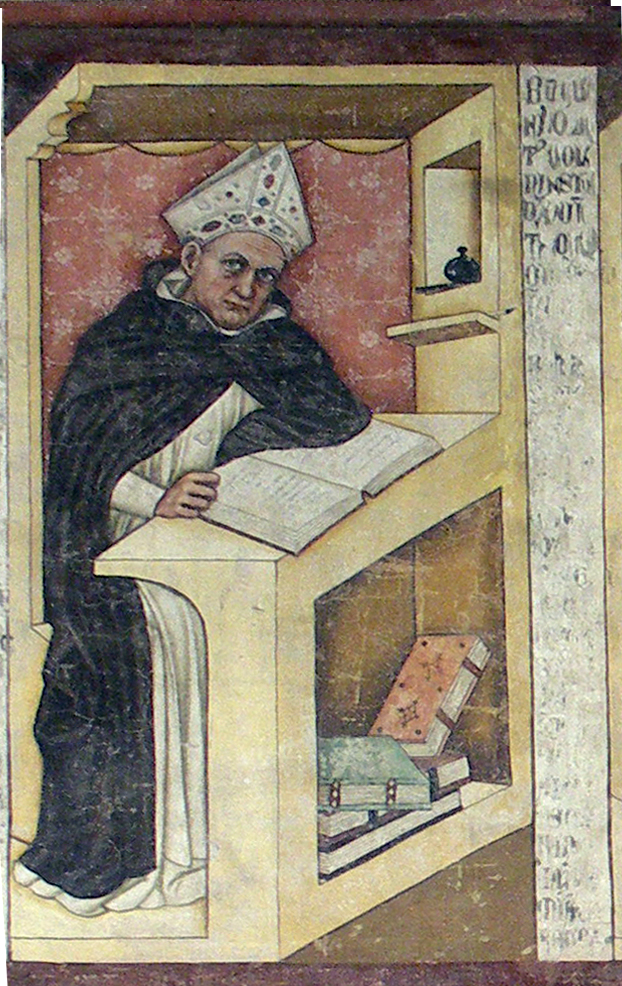
Albertus Magnus, Fresko von Tommaso da Modena, um 1352, Kapitelsaal des Konvents von San Niccolò, Treviso

Der erste Nachweis des Ptolemäer-Kameos am Dreikönigenschrein stammt von dem Kölner Gelehrten und späteren Regensburger Bischof Albertus Magnus, der in seinem zwischen 1248 und 1252 in Köln verfassten Buch über Mineralien eine detaillierte Beschreibung des Kameos lieferte:

„Es gibt nämlich in Köln am Schrein der drei Könige einen Onyx von großen Ausmaßen, der die Breite der Hand eines Mannes hat oder mehr; auf ihm, auf dem Material des Onyx-Steines, der fingernagel(farben) ist, sind zwei rein weiße Köpfe von Jünglingen gemalt, so daß einer unter dem anderen ist, aber herausschaut durch das Vorspringen von Nase und Mund. Und an der Stirn der Köpfe ist eine ganz schwarze Schlange dargestellt, die jene Köpfe verbindet. Aber an der Kinnlade des einen, dort wo der Winkel der Biegung der Kinnlade ist, zwischen dem Teil, der vom Kopf herabkommt und jenem, der zum Mund hinbiegt, ist das tiefschwarze Haupt eines Äthiopiers mit langem Bart. Und darunter am Hals ist wieder Stein in der Farbe des Fingernagels. Und es scheint mit Blumen geschmücktes Gewand um die Köpfe herum zu sein. Ich habe aber geprüft, daß es kein Glas ist, sondern Stein, weshalb ich annahm, daß jenes Bild von Natur und nicht durch Kunst entstand. Man findet viele ähnliche (Steine). Es ist jedoch kein Geheimnis, daß solche Bilder zuweilen künstlich hergestellt werden, und zwar auf zweierlei Weise […]“

Die Beschreibung durch Albertus Magnus bezieht sich ohne Zweifel auf den Ptolemäer-Kameo, auch wenn er die Porträtierten als zwei Jünglinge anspricht. Die von Albertus beschriebene schwarze Schlange an der Stirn der Köpfe ist nicht die auf dem Helm dargestellte, sondern eine braune Ader im Stein, die der Gemmenschneider so in seine Arbeit einbezogen hat, dass sie als eine von der Schläfe der Arsinoë zu ihrer Stirn verlaufende Haarsträhne mit schlangenkopfähnlichen Ende zeigt. Den Helm Ptolemaios’ deutet Albertus falsch, er betrachtet seine Wangenklappe als Bart und den Helmbusch und den heute fehlenden Halskragen als blumengeschmücktes Gewand. Für die Forschung hilfreich ist die Erwähnung des Halskragens. Sie belegt, dass der Kameo zu Albertus’ Zeit noch vollständig war.
Obgleich Albertus die Heiligen Drei Könige nicht ausdrücklich als die dargestellten Personen benennt, fällt doch auf, dass er das kleine Porträt Ammons, für ihn das tiefschwarze Haupt eines Äthiopiers mit langem Bart, gleichrangig mit den beiden großen Porträts beschreibt. Als eine der im Verständnis der mittelalterlichen Betrachter ersten Darstellungen der Heiligen Drei Könige mit einem dunkelhäutigen König könnte der Ptolemäer-Kameo Vorlage für die im 13. Jahrhundert einsetzende und bald zum Standard gewordene Darstellung eines schwarzen Königs als Vertreter Afrikas gewesen sein.
Albertus Magnus und andere zeitgenössische Gelehrte vertraten die Ansicht, dass für die Zeugung eines Menschen günstige Sternenkonstellationen einem Stein bereits in der Erde die Abbilder von Tieren oder Menschen einprägen können. Der Onyx sei dafür besonders geeignet, Albertus hielt ihn für ein Baumharz oder eine Mischung aus Erde und Wasser, die nach der Ausformung zu Stein aushärtet. Dem Ptolemäer-Kameo wies Albertus eine solche Entstehung zu, so dass ein weiterer Zusammenhang zwischen den Legenden um die Heiligen Drei Könige, dem Stern von Betlehem und dem Kameo entstand.

## Beschreibung aus dem 16. Jahrhundert
Der päpstliche Sondernuntius Giovanni Francesco Commendone, Bischof von Zante, reiste 1561 in Begleitung des Bologneser Edelmanns Fulvio Ruggieri nach Deutschland und besuchte auch Köln und den Dreikönigenschrein. Ruggiero berichte, dass die Edelsteine des Schreins sehr alt seien. Man erzähle, dass sie den Königen gehört haben und dass der große Onyx mit seinen Darstellungen natürlich entstanden sei und von Zeit zu Zeit wachse. Diesen Angaben stand der mit antiken Kunstschätzen vertraute Ruggiero skeptisch gegenüber, er bemerkte, dass der Kameo wie von Künstlerhand gemacht aussehe.

## Raub

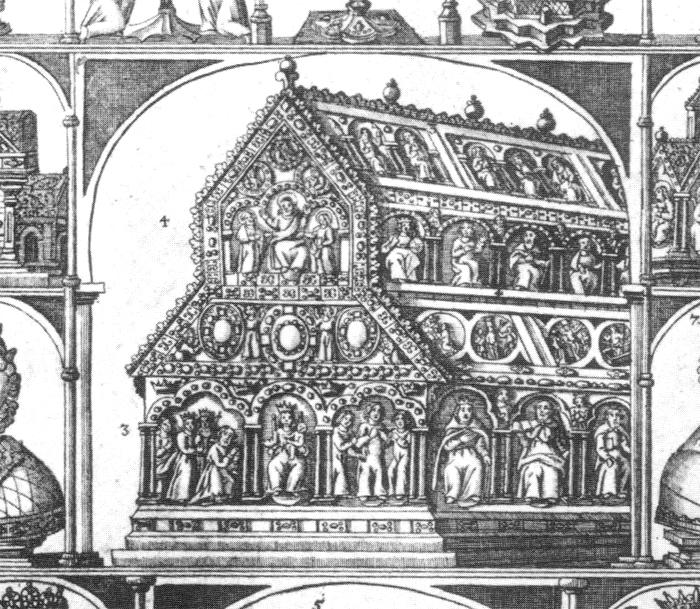
„Schonemann-Blatt“, Frontispiz des Schatzverzeichnisses von Petrus Schonemann, Kölner Domkustos, Kupferstich von 1671. Die frühere Position des Ptolemäer-Kameos markiert der große Stein in der Mitte der trapezförmigen Blende.

Im 16. Jahrhundert befand sich der Dreikönigenschrein in der Apsiskapelle des Kölner Doms, in einem eigenen mit schmiedeeisernen Gittern verschlossenen Mausoleum. Zur Frühmesse wurde das Gitter aufgeschlossen, so dass die Gläubigen Zugang zum Schrein hatten.
Am Morgen des 18. oder des 28. Januar 1574 wurden zwischen fünf und sechs Uhr während der Frühmesse der Ptolemäer-Kameo und zahlreiche weitere Edelsteine und Perlen von der Stirnseite des kurzzeitig unbewachten Dreikönigenschreins und von Weihegaben vor dem Schrein abgebrochen und geraubt. Der Diebstahl wurde nach kurzer Zeit bemerkt, die Kölner Stadttore für die Dauer von zwölf Tagen verschlossen, und jeder die Stadt verlassende Reisende streng kontrolliert und durchsucht. Zwei Verdächtige wurden verhaftet, aber bald wieder freigelassen. Trotz dieser Maßnahmen und einer enorm hohen Belohnung von 300 Talern blieb die Beute verschwunden.
In einer von dem Kölner Domvikar Goswin Gymnich verfassten Kölner Domchronik des Zeitraums von 1550 bis 1608 wird von dem Raub berichtet. Sie ist in einer von dem Kölner Domkustos Petrus Schoneman 1664/65 angefertigten Abschrift erhalten. Zu ihr gehören der Anfang der Beschreibung des Albertus Magnus und eine unbeholfene Zeichnung, die teilweise auf Albertus und teilweise auf der Erinnerung des Zeichners beruht.
Der Kölner Ratsherr Hermann von Weinsberg erwähnt den Raub in seinem „Buch Weinsberg“, einer Kölner Bürgerchronik der Jahre von 1518 bis 1578, und gibt als Tattag den 27. Januar 1574 an:

„Anno 1574 den 27. jan. sin gar vil schoner kostlicher kleinaten, die uff eim brede vor den hilligen drei koningen im doim hinken, gestolen, sulten vil tausent guldin wert gewest sin, darunden ein onich, ein stein, mit eim angesicht, groisser dan ein palm in der hant, uberaus kostlich, perlen so grois wie kirsen und ander vil kleinater van edlem gestein und ringen, von vil koningen, fursten und herrn vor alten zeiten dahin geschenkt. Ein rait hilt die pforzen an der stat 10 oder 12 tag zu und wart ein jeder uisritender oder gainder besigtigt; es worden etlich unschuldich angetast, etliche verdacht und gingen allerlei reden umb, aber man kont es nit gwar werden. Man sagt, den warsegern weren 300 daler angepotten zu schenken, wan sei rait wisten, aber man wart nit gewar; wie es noch faren wirt, weis got.“

Der Verlust des Kameos und weiterer Steine bedingte in der Folgezeit einige Restaurierungen und Veränderungen an der Stirnseite und den oberen Längsseiten des Dreikönigenschreins. Die durch den fehlenden Ptolemäer-Kameo entstandene Lücke wurde erst 1597 mit dem bis heute an dieser Stelle angebrachten Citrin geschlossen. Die Beschaffung des Steins wurde durch ein Vermächtnis des Domherren Johannes Walschartz ermöglicht, der während des Raubes für das Öffnen und Schließen des Gitters vor dem Schrein verantwortlich war.

## Weiterer Verbleib

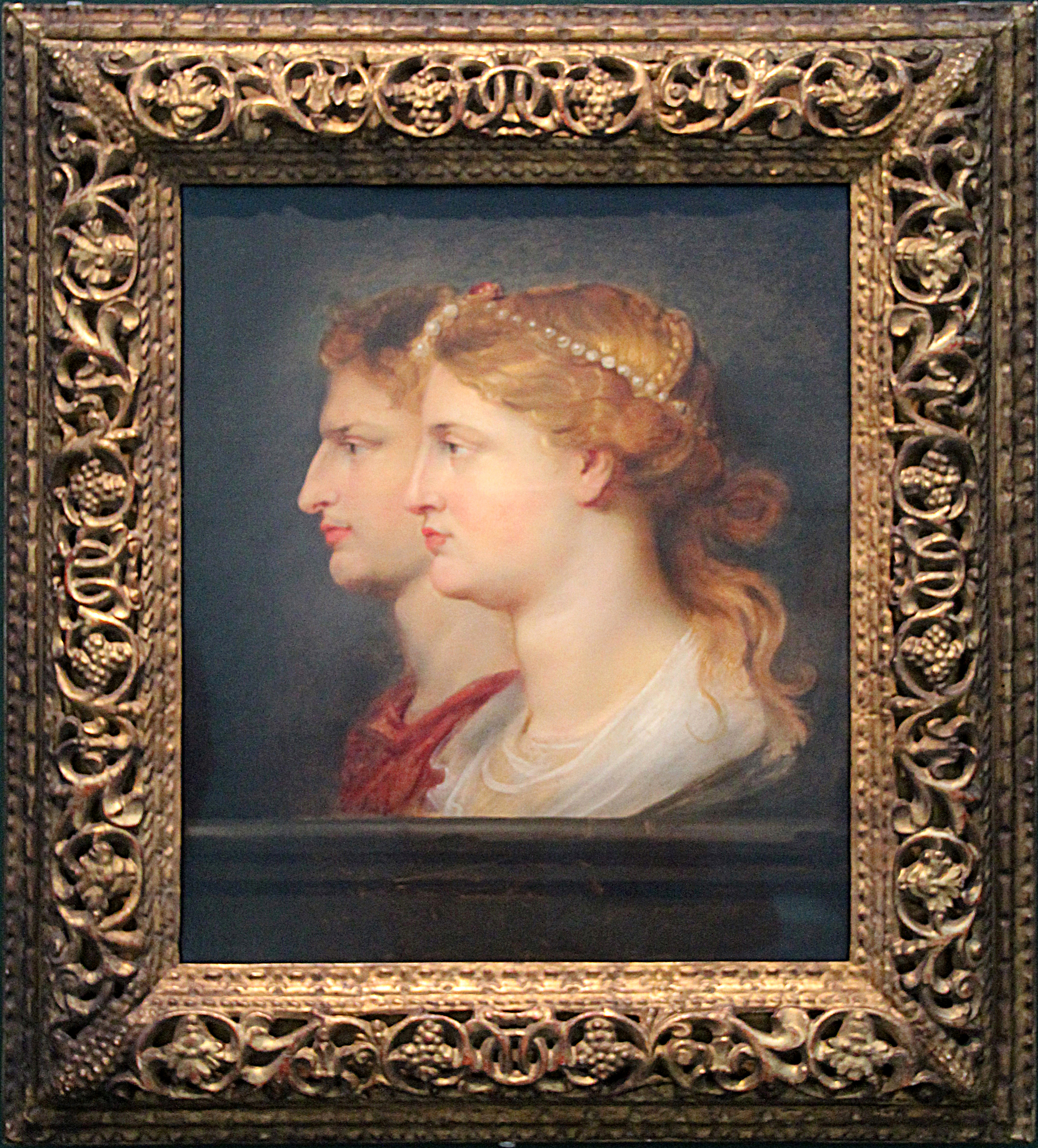
Agrippina und Germanicus, Öl auf Holz, 66,4 × 57 cm, Peter Paul Rubens, 1614, National Gallery of Art, Washington

1586 ist der Ptolemäer-Kameo für Rom belegt, wo er am 3. Oktober von einem flämischen Händler dem Gelehrten und Gemmensammler Fulvio Orsini angeboten wurde. Orsini empfahl dem Händler, den Kameo dem Kardinal Alessandro Farnese zu zeigen. In einem Brief vom 7. Oktober äußerte sich Orsini gegenüber dem Kardinal ausführlich über den Kameo. Er wies ihm die gleiche Bedeutung wie der Tazza Farnese zu und beschrieb auch die mit schwarzem Email ausgebesserte Beschädigung, die in seinen Augen nicht wertmindernd war. Als Verhandlungsbasis für den Kardinal gab er einen Wert von 500 Gold-Scudi an. Das Geschäft scheiterte, da der Kardinal nur 200 bis 300 Scudi bot, der Händler jedoch deutlich mehr als den Schätzwert verlangte.
Im folgenden Jahr wurde der Ptolemäer-Kameo Vincenzo I. Gonzaga angeboten. Dessen Berater bezifferten den Wert des Kameos mit 1000 Gold-Scudi und empfahlen Gonzaga den Kauf. Gonzaga erwarb den Stein für seine Sammlung in Mantua, zumal er mit dem Gonzaga-Kameo schon ein ähnliches Stück besaß. Peter Paul Rubens sah die Kameen in der Sammlung Gonzaga und ließ sich wahrscheinlich durch diese Steine zu seinem Bild Agrippina und Germanicus inspirieren.
1630 wurde Mantua während des Mantuanischen Erbfolgekriegs von Truppen der Habsburger geplündert. Der Ptolemäer-Kameo gelangte in den Besitz von Franz Albrecht von Sachsen-Lauenburg. Im September 1636 erwähnte der englische Kunst- und Antikensammler Thomas Howard, 21. Earl of Arundel den Ptolemäer-Kameo in einem Brief aus Regensburg. Franz Albrecht habe zwei unverkäufliche Achatflaschen und ein großes Achat-Relief mit Alexander und einer Frau, das er Kaiserin Eleonora, der Gemahlin Ferdinand II. und Tochter Vincenzo I. Gonzaga, schenken wolle. Es ist nicht überliefert, ob die Schenkung stattfand. Eine der von Thomas Howard erwähnten Achatflaschen befindet sich als Mantuanisches Onyxgefäß in der Sammlung des Herzog Anton Ulrich-Museums in Braunschweig.
Im Winter 1668/69 befand sich der Ptolemäer-Kameo in der kaiserlichen Sammlung in Wien. Heute befindet er sich im Glyptiksaal der Antikensammlung des Kunsthistorischen Museums Wien, wo er neben der Gemma Augustea und der Gemma Claudia zu den bedeutendsten Exponaten gehört.
Das Wissen um die Kölner Herkunft des Ptolemäer-Kameos geriet für Jahrhunderte in Vergessenheit. Erst 1952 konnten Eduard Neuffer, Direktor des Rheinischen Landesmuseums Bonn, und Joseph Hoster, als Kustos der Kölner Domschatzkammer seinerzeit intensiv mit der Restaurierung des Dreikönigenschreins befasst, den Kameo mit Hilfe der Beschreibung von Albertus Magnus im Kunsthistorischen Museum entdecken und zweifelsfrei identifizieren.
Bis 1999 wurde der Kameo überhaupt nicht außerhalb Wiens gezeigt. Seither wird er für bedeutende Ausstellungen ausgeliehen. Beispiele waren im Jahr 2009 die Niedersächsische Landesausstellung „Otto IV. – Traum vom welfischen Kaisertum“ zum 800. Jahrestag der Kaiserkrönung Otto IV. im Braunschweigischen Landesmuseum.
Im Jahr 2014 kam der Ptolemäer-Kameo erstmals seit seinem Raub vor 440 Jahren wieder nach Köln. Im Rahmen der Ausstellung Caspar, Melchior, Balthasar – 850 Jahre Verehrung der Heiligen Drei Könige in Köln wurde er vom 19. Juli bis zum 24. November 2014 in der Domschatzkammer Köln gezeigt. Für die Dauer der Ausstellung war die trapezförmige Platte von der Stirnseite des Dreikönigenschreins abgenommen worden, sie wurde gemeinsam mit dem Ptolemäer-Kameo gezeigt.

## Weitere Ptolemäer-Kameen

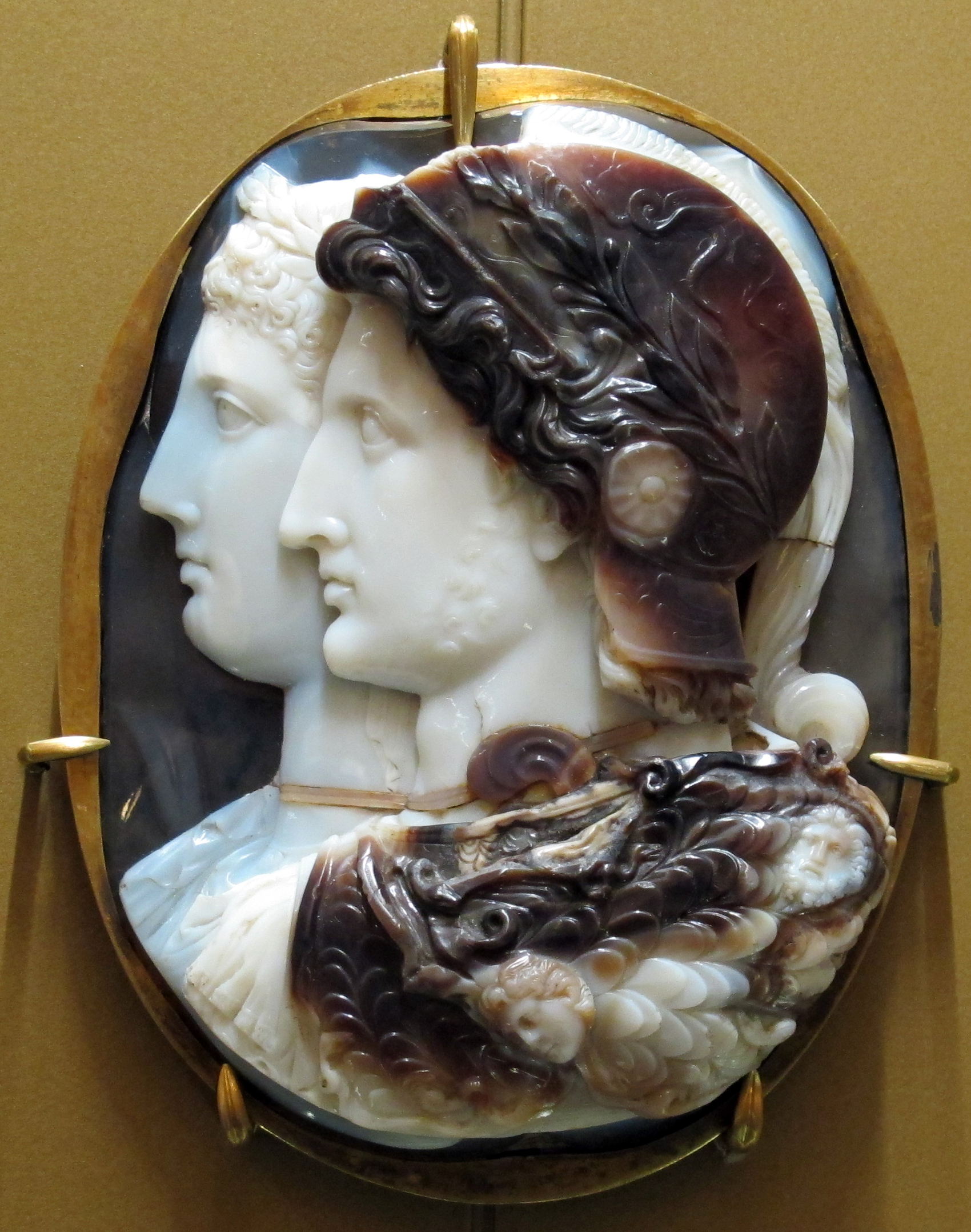
Gonzaga-Kameo in der Eremitage in Sankt Petersburg

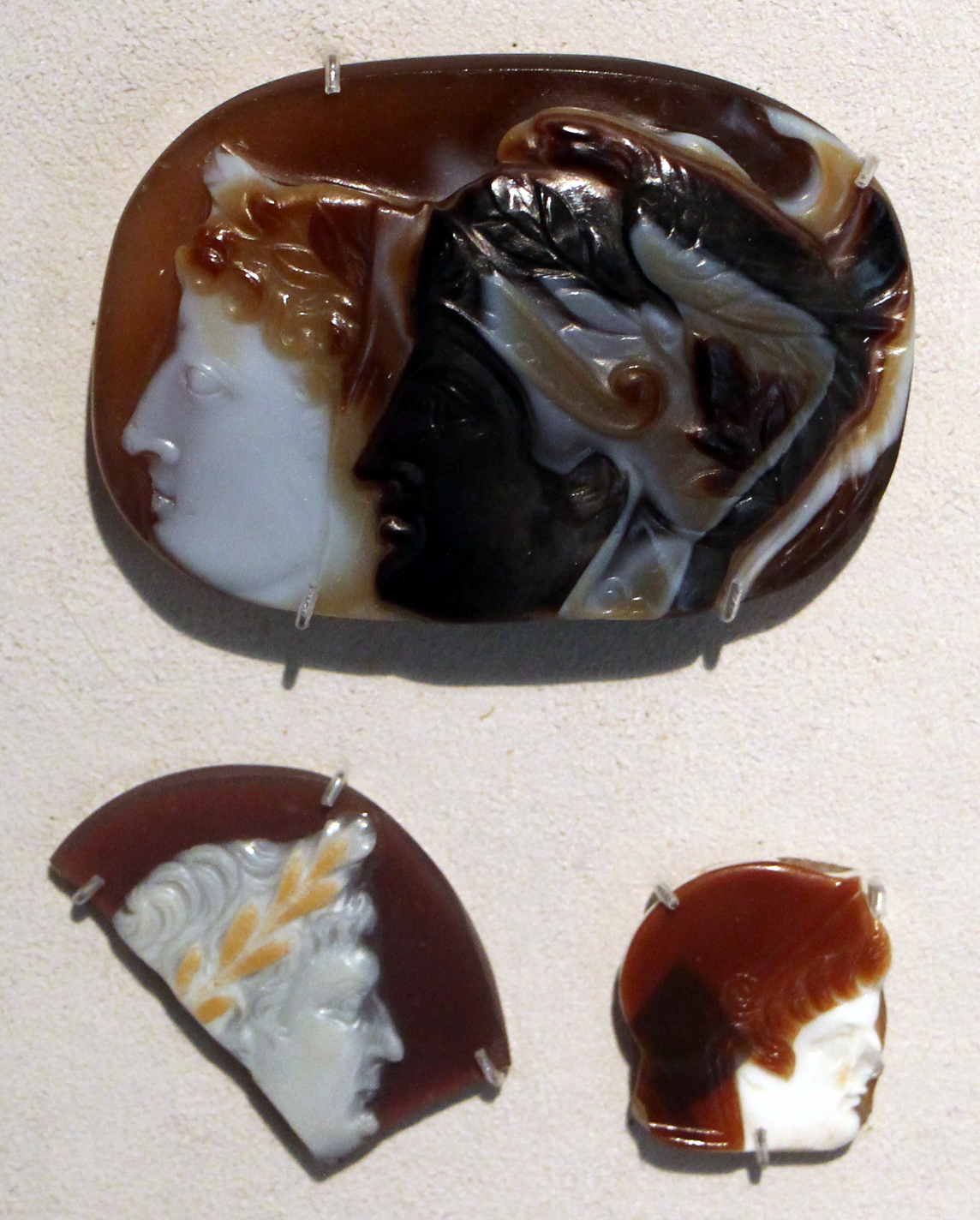
Ptolemäer-Kameo der Antikensammlung Berlin (oben)

Neben dem hier beschriebenen Ptolemäer-Kameo vom Kölner Dreikönigenschrein werden noch zwei weitere Kameen als Ptolemäer-Kameo bezeichnet, deren Porträtdarstellungen alle ähnlich sind. Dabei handelt es sich um den mit 118 × 157 Millimeter deutlich größeren Gonzaga-Kameo, der sich seit 1814 in der Antikensammlung der Eremitage in Sankt Petersburg befindet. In der Antikensammlung Berlin befindet sich der dritte Ptolemäer-Kameo. Er hat nur eine Größe von 60 × 42 Millimeter, ein großes Stück mit Hals und Büsten der Porträtierten fehlt und das weibliche Porträt wurde in der Antike nachbearbeitet und verändert. Im Unterschied zu den beiden großen Kameen wird das Berliner Stück auf das letzte Drittel des ersten Jahrhunderts v. Chr. datiert.